# 小旋鱿属
小旋鱿属（学名：Spirula），是小旋鱿科下的一个属。本属的唯一种小旋鱿 Spirula spirula (Linnaeus, 1758)是一种深水鱿鱼状的头足类软体动物。由于其内壳的形状，它通常被称为羊角乌贼（ram's horn squid）或小柱角乌贼（little post horn squid）。由于活体的小旋鱿具有发光器官，因此有时也称为尾灯鱿鱼。